# 須田裕莉香
須田 裕莉香（すだ ゆりか、6月8日 - ）は、日本の女性声優。埼玉県出身。

## 来歴
ワタナベエンターテインメントの声優・アイドルオーディションでグランプリを獲得し、ワタナベエンターテイメントカレッジに入学した。
ワタナベエンターテイメントカレッジ卒業後はフリーの声優として活動。
2018年4月16日よりスタイルキューブ所属、2022年3月31日付で退所し、フリーで活動する。

## 人物
『NARUTO -ナルト-』を世界一好きな作品として挙げており、中学生の時に初めてアニメを観て、うずまきナルトに恋をしたことが声優を目指すきっかけとなった。
また、友人に誘われて行った水樹奈々のライブを観たときに、たくさんのファンが応援に駆け付けたこと、またその愛の大きさに感動したという。さらに一瞬でサイリウムの色が変わる客席を見て「私もいつか（自分の大好きな）黄色で埋め尽くしたい！」と強く思ったことも声優を目指したきっかけと述べている。
目標とする声優は、うずまきナルト役の竹内順子。
好きなものは、黄色、から揚げ、爬虫類。
特技は、弓道、ピアノ、水泳、着物の着付け、トロンボーン。
自作のオリジナルキャラクターに、「にょろ」と「ぴょこ」と「ロケぺん」がいる。

## 出演
太字はメインキャラクター。

### テレビアニメ
- Dance with Devils（2015年、小猫[1][3]）
- あーばんれじぇんだーず　都市伝説たち（2020年、つねこ[8][9]）

### WEBアニメ
- AYAとYUKAの非日常的恐怖（2017年、AYA、YUKA、おばけ[3]）
- バイト先は「悪の組織」!?（2017年、蒼倉 千里[1][3]）

### ゲーム
- ヘルプ!!!恋が丘学園おたすけ部（2017年、鳥崎 こずえ[10]）
- WAR OF BRAINS Re:Boot（2018年、東方の賢武 カスミ[11]）
- 三国ドライブ（2018年、周倉[3]）
- ファントム オブ キル (2019年、ティファレト・聖鎖・ミカエル[1][12])
- 絵師神の絆 (2020年、チャオ)
- CocoPPa Dolls（2020年、メルセデス[13]）
- ラグナドール（2022年、ティファレト・聖鎖・ミカエル[14]）
- ファントム オブ キル -オルタナティブ・イミテーション-（2024年、ティファレト）
- Metal Slug:Awakening (2024年、イリヤ)

### ラジオ
- 須田裕莉香のradioclub.jp NEXT（2015年、かつしかFM）[3]
- ゆりすとガヤのカラフル大辞典（2016年、ラジオつくば）[3]
- ロケハピ内コーナー「ゆりすまるのコーナー」（2017年 - 、市川うららFM）[3]
- セクシー齋藤のトークファイター内コーナー「あんみつ茶屋。」（2017年 - 、市川うららFM）[3]
- らじトク!! ハッピーアワーもライブでハロー868（2018年 - 、こしがやエフエム）[3]
- 高橋菜々美と須田裕莉香のてこぽこ道場（2019年-、市川うららＦＭ）[3]
- J Cross Style（2020年10月-、渋谷クロスFM）

### テレビドラマ
- 眠れなくなる夜（園子（第15話）、女生徒（第13話）[3]）
- リケ恋〜理系が恋に落ちたので証明してみた。〜（沢村　楓　第1話[15]）

### CM
- 三菱マヒンドラ農機（事務員[3]、2017年）

### 朗読劇
2018年
- 高橋美紀月刊朗読劇イベント『声の魔法使いになりたくて』
  - 第18回「声を忘れたカナリヤたち」（2月24日、沙耶）
  - 第19回「ワンシーン★シアター」（3月16日、三枝繭）
  - 第20回「想い出がくれた未来」（4月20日、雨海占）
  - 第21回「青の彼方へ、君と」（5月18日、森村マリル）
  - 第22回「不思議なお姉さんは好きですか？」（6月22日、シナモン）
  - 第23回「私の彼はぶっきらぼう」（7月13日、留菜）
  - 第24回「ジバンダルモーレ　レレホルトアンサレーラ？第1話」（9月17日、おさや）
  - 第25回「ジバンダルモーレ　レレホルトアンサレーラ？解決編？」（10月19日、おさや）
  - 第26回「独り」（11月24日、理紗）

2022年
- 朗読劇リニアダッシュ！SCHOOL DAYS（10月22日 - 23日 / 六本木 CLUB EDGE、右京）

### ユニット活動
PoMoCi!!!

### その他
- モーニングコールアプリ「OKOS」（2017年[3]）

## ディスコグラフィ

### キャラクターソング
| 発売日        | 商品名            | 歌 | 楽曲                               | 備考                                                 |
| ------------- | ----------------- | --- | ---------------------------------- | ---------------------------------------------------- |
| 2019年8月7日  | キミにGod 4 Love♥ | アルマス（鷲見友美ジェナ）、ティファレト（須田裕莉香）、フェイルノート（赤尾ひかる）、カシウス（佐藤舞） | 「キミにGod 4 Love♥」              | ゲーム『ファントム オブ キル』海上編2019テーマソング |
| 2019年9月1日  | 永遠Summer…       | アルマス（鷲見友美ジェナ）、ティファレト（須田裕莉香）、フェイルノート（赤尾ひかる）、カシウス（佐藤舞） | 「永遠Summer…」                    | ゲーム『ファントム オブ キル』海上編2019テーマソング |
| 2021年4月13日 | Caeca Sancte      | ティファレト（須田裕莉香）                                                                               | 「Caeca Sancte」 「永遠Spring...」 | ゲーム『ファントム オブ キル』関連曲                 |

## イベント・ライブ

### フリー時代
| 出演日         | タイトル                                           | 会場                                        | 備考                                         |
| -------------- | -------------------------------------------------- | ------------------------------------------- | -------------------------------------------- |
| 2017年5月25日  | マスター☆コレクション公開収録                      | 池袋Hoteyes                                 |                                              |
| 2017年7月24日  | マスター☆コレクション公開収録                      | 池袋Hoteyes                                 |                                              |
| 2017年8月26日  | ヘルプ!!!SUMMER FESTIVAL                           | 池袋グラフィカ                              |                                              |
| 2017年9月15日  | studioLIVEX公開オーディション                      | ポニーキャニオン1Fイベントスペース          |                                              |
| 2017年10月11日 | マスター☆コレクション公開収録                      | 池袋Hoteyes                                 |                                              |
| 2017年11月3日  | ナマウタアイドルヲ推ス。                           | Eggman tokyo east                           |                                              |
| 2017年12月2日  | ゆりす！雑誌掲載おめでとう！イベント＆ツアーin大阪 | CDCプロダクションイベントスペース（大阪府） |                                              |
| 2018年1月3日   | 百合園音楽祭vol.7～ Chikarun Birthday Festival ～  | 秋葉原ZEST                                  |                                              |
| 2018年2月20日  | Dream Catch 飛翔 vol.4                             | 池袋RUIDO K3                                |                                              |
| 2018年3月5日   | SHIBUYA GIRLS SPARK SP                             | Shibuya duo MUSIC EXCHANGE                  | 鶴見知香との限定ユニット「ちかゆりす」で参加 |

### スタイルキューブ所属後
| 出演日        | タイトル                                                                   | 会場                                    | 備考       |
| ------------- | -------------------------------------------------------------------------- | --------------------------------------- | ---------- |
| 2018年7月17日 | 高橋菜々美バースデーイベント 〜20回目のななみこ畑〜                        | 池袋Hoteyes                             | ゲスト出演 |
| 2018年7月28日 | 須田裕莉香バースデーイベント2018 〜ゆりすたーと〜                          | セブンスヘブン（高まり研究所）          |            |
| 2019年2月10日 | 須田裕莉香バレンタインイベント2019 〜ゆりすいーと〜                        | 駒沢STRAWBERRY FIELDS                   |            |
| 2019年7月14日 | 高橋菜々美バースデーイベント2019 〜NanamiConnect（ナナミコネクト）〜昼の部 | アルティカセブン                        | ゲスト出演 |
| 2019年7月14日 | 高橋菜々美バースデーイベント2019 〜NanamiConnect（ナナミコネクト）〜夜の部 | アルティカセブン                        | ゲスト出演 |
| 2019年7月20日 | ファンキル マスターリンクツアー in 長岡                                    | 長岡グランドホテル 4F「蒼柴」（新潟県） |            |
| 2019年7月27日 | ファンキルが長く続きますよ〜にvol.04                                       | 秋葉原UDX                               |            |
| 2019年8月25日 | ファンラブテラス@鎌倉                                                      | 鎌倉「材木座テラス」（神奈川県）        |            |
| 2019年11月4日 | ファンキル5周年記念生放送 in マスターミーティング                          | ベルサール渋谷ファースト                |            |
| 2020年8月23日 | ファンラブブルー鎌倉                                                       | アマンダンブルー鎌倉（神奈川県）        |            |
| 2020年11月7日 | ファンキル 6th Anniversary マスターミーティング                            | ベルサール渋谷ファースト                |            |